# Marcos Mata
Marcos Mata (Mar del Plata, 1 de agosto de 1986) é um basquetebolista profissional argentino, atualmente joga no Club Atlético San Lorenzo de Almagro.